# Национално движение „Единство“
Национално движение „Единство“ е политическа партия в България, обединяваща правата и интересите на циганите в България. Председател на партията е Никола Иванов.

## Парламентарни избори

### юли 2021 г.
На парламентарните избори през юли 2021 г. партията не получава регистрация за участие, тай като не успява да събере необходимия брой подписи. Причината е, че от подадените 4400 подписа валидни са под 2300, при необходим минимум от 2500 подписа.

### 2022 г.
На парламентарните избори през 2022 г. участва с бюлетина № 4. Национално движение „Единство“ не регистрира листи в 12 МИР Монтана и 21 МИР Сливен.